# Yu Yasukawa
Yu Yasukawa (jap. 安川 有 Yasukawa Yu; ur. 24 maja 1988) – japoński piłkarz występujący na pozycji obrońcy. Obecnie występuje w Matsumoto Yamaga FC.

## Kariera klubowa
Od 2011 roku występował w klubach Oita Trinita i Matsumoto Yamaga FC.